# رافائيل أراوجو (كرة سلة)
رافائيل أراوجو (بالبرتغالية: Rafael Araújo‏) مواليد 12 أغسطس 1980 في كوريتيبا، هو لاعب كرة سلة برازيلي بدأ مسيرته الاحترافية في سنة 2004 حيث تم اختياره من قبل فريق تورونتو رابتورز خلال الدرافت يلعب في الدوري البرازيلي لكرة السلة كلاعب وسط. يبلغ طوله 6 قدم 11 بوصة (2.1 م).

## فرق لعب لها
- تورونتو رابتورز
- يوتاه جاز
- فلامنغو لكرة السلة
- اتلتيكو باوليستانو
- نادي فلامنغو
- فرانكا لكرة السلة
- بينهيروس لكرة السلة

## إحصائيات المسيرة

### الموسم الاعتيادي
| السنة   | الفريق          | لعب | بدأ | دقيقة | ميداني% | ثلاثية | حرة  | ارتداد | صنع | استلاب | تصدي | نقطة |
| ------- | --------------- | --- | --- | ----- | ------- | ------ | ---- | ------ | --- | ------ | ---- | ---- |
| 2004–05 | تورونتو رابتورز | 59  | 41  | 12.5  | .434    | .333   | .782 | 3.1    | .3  | .4     | .1   | 3.3  |
| 2005–06 | تورونتو رابتورز | 52  | 34  | 11.6  | .366    | .000   | .536 | 2.8    | .3  | .5     | .1   | 2.3  |
| 2006–07 | يوتاه جاز       | 28  | 0   | 8.9   | .415    | .000   | .621 | 2.4    | .4  | .2     | .1   | 2.6  |
| المسيرة |                 | 139 | 75  | 11.4  | .405    | .250   | .679 | 2.8    | .3  | .4     | .1   | 2.8  |

### التصفيات
| السنة   | الفريق    | لعب | بدأ | دقيقة | ميداني% | ثلاثية | حرة  | ارتداد | صنع | استلاب | تصدي | نقطة |
| ------- | --------- | --- | --- | ----- | ------- | ------ | ---- | ------ | --- | ------ | ---- | ---- |
| 2007    | يوتاه جاز | 5   | 0   | 5.6   | .375    | .000   | .417 | 2.2    | .2  | .2     | .0   | 2.2  |
| المسيرة |           | 5   | 0   | 5.6   | .375    | .000   | .417 | 2.2    | .2  | .2     | .0   | 2.2  |

## روابط خارجية
- رافائيل أراوجو على موقع الاتحاد الدولي لكرة السلة (الإنجليزية)
- رافائيل أراوجو على موقع إن بي أي (الإنجليزية)
- رافائيل أراوجو على موقع سبورتس رفرنس (الإنجليزية)
- رافائيل أراوجو على موقع كرة السلة الأوروبية.كوم (الإنجليزية)
- رافائيل أراوجو على موقع كلية كرة السلة في سبورتس رفرنس.كوم (الإنجليزية)
- رافائيل أراوجو على موقع ريلجم (الإنجليزية)
- رافائيل أراوجو على موقع بروبوليرز (الإنجليزية)